# 朱汝华
朱汝华（英語：Ju-hwa Chu, 1908年—）是一位美籍华人化学家。

## 生平
1908年出生于江苏太仓，1930年毕业于国立中央大学化学系。后赴美国，曾任芝加哥大学化学工程系教授。被推为美国化学家协会主席，也是第一位担此荣誉的女科学家。
此外，她留校在中央大学期间的学友吴健雄，也是美国物理学会第一位女会长。